# Batavia Township (Ohio)
Batavia Township ist eines von 14 Townships des Clermont Countys im US-Bundesstaat Ohio. Nach der Volkszählung im Jahr 2020 waren hier 27.660 Einwohner registriert.

## Geografie
Batavia Township liegt im geografischen Zentrum des Clermont Countys im Südwesten von Ohio und grenzt im Uhrzeigersinn an die Townships: Stonelick Township, Jackson Township, Williamsburg Township, Tate Township, Monroe Township, Pierce Township und Union Township.

## Verwaltung
Das Township wird durch ein Board of Trustees, bestehend aus drei gewählten Mitgliedern, verwaltet. Zwei Personen werden jeweils im Jahr nach der Präsidentschaftswahl gewählt und eine jeweils im Jahr davor. Die Amtszeit dauert in der Regel vier Jahre und beginnt jeweils am 1. Januar. Daneben gibt es noch einen Township Clerk (zuständig für Finanzen und Budget), der ebenfalls im Jahr vor der Präsidentschaftswahl auf eine vierjährige Amtszeit gewählt wird. Dessen Amtszeit beginnt jeweils am 1. April.